# Syzeuctus zanthorius
Syzeuctus zanthorius är en stekelart som först beskrevs av Cameron 1902.  Syzeuctus zanthorius ingår i släktet Syzeuctus och familjen brokparasitsteklar. Inga underarter finns listade i Catalogue of Life.